# Ylivuopio (Jukkasjärvi socken, Lappland)
Ylivuopio är en sjö i Kiruna kommun i Lappland och ingår i Kalixälvens huvudavrinningsområde. Ylivuopio ligger i Torne och Kalix älvsystem Natura 2000-område.